# 犹太人的同化
犹太人的同化（希伯來語：‎）指的是散居在各地的犹太人受到其周围文化的影響逐漸與當地民族同化和社會整合的過程。 在以色列，被他族同化的猶太人並不受歡迎，比如有一對犹太人夫婦不信仰猶太教或者當中的某一人不信猶太教，他們會被周圍人非議，周圍的人會認為他們是反錫安主義者。